# Caricle
Caricle (in greco antico: Χαρικλῆς?, Chariklês; Atene, V secolo a.C. – ...) è stato un politico greco antico e demagogo di idee democratiche. Fu figlio di Apollodoro..
È principalmente ricordato come un commissario durante il processo sulla mutilazione delle Erme nel 415 a.C. (Tucidide, VI, 27-29; 53; 60). Due anni dopo, nel 413 a.C., fu inviato con il generale Demostene sulla costa peloponnesiaca per la costruzione di un forte adibito all'osservazione dei nemici spartani. Nel 404 a.C. viene menzionato come uno dei trenta tiranni e, da Senofonte (Elleniche, II, 3, 2), viene ricordata la sua particolare inclinazione tirannica, esasperazione delle sue prime idee democratiche. Nello stesso anno fu costretto a riparare, con alcuni dei trenta, presso Eleusi, dove si fondò la repubblica di Eleusi. Nello stesso anno venne tragicamente ucciso da Trasibulo e i suoi seguaci, dopo aver restaurato la democrazia.